# 죽도시장

죽도시장 입구 (아케이드거리)

죽도시장(竹島市場)은 대한민국의 경상북도 포항시 북구 죽도동에 있는 재래식 시장이다.

## 정보
- 부지면적 :  14만 8,760m2 (2008년 기준)
- 점포수 : 약 1,200개 (2008년 기준)
- 업종별 단체 : 죽도시장 과메기 협회
- 상인단체 : 죽도시장번영회, 죽도상가 진흥조합, 죽도어시장 상인회

## 연혁
- 1954년 8월 남부 상설 시장을 개장
- 1969년 죽도시장 번영회 설립인가
- 1971년 11월 죽도시장이 개설
- 1980년 3월 죽도시장 상가 번영회 설립
- 2003년 1월 죽도시장 BI 완료
- 2005년 8월 죽도시장 모범 아케이드 준공
- 2006년 12월 죽도시장 상인회관 준공
- 2007년 12월 죽도시장 시장활성화 지구 등록

## 구역 취급 품목
| - 1구역 : 문구 / 완구 / 수예 / 곰탕 - 2구역 : 그릇 / 공예 / 의상실 - 3구역 : 상 / 죽세공품 / 조화 - 4구역 : 상 / 미곡 / 식품 - 5구역 : 소돼지머리 / 어시장 / 건어물 - 6구역 : 건어물 / 식육점 / 닭집 - 7구역 : 어시장 / 닭집 / 식품 - 8구역 : 떡집 / 방앗간 / 식품 - 9구역 : 의류 / 한복 / 이불 - 죽도시장 쇼핑몰 |